# Шимчак, Анджей
Анджей Шимчак (пол. Andrzej Szymczak; 8 сентября 1948, Константынув-Лудзки, Польская Республика — 6 сентября 2016, там же, Польша) — польский гандболист, бронзовый призёр Олимпийских игр в Монреале (1976).

## Спортивная карьера
Начал карьеру в клубе «Сокол» в родном городе Константынув-Лудзки. Играл на позиции вратаря. Впоследствии выступал за клубы «Влокнярж» (Константынув-Лудзки), «Шлёнск» (Вроцлав) и «Аниланы» (Лодзь). Закончил свою профессиональную карьеру в клубе ГК «Берхем» из Люксембурга в сезоне 1984/85.
За сборную ПНР с 1967 по 1984 г. сыграл 229 официальных матча. На летних Играх в Мюнхене (1972) занял десятое место. Бронзовый призер Олимпийских игр в Монреале (1976), серебряный призер Кубок мира по гандболу (1974), бронзовый призер чемпионата мира в ФРГ (1982). Был признан лучшим вратарем турнира 1974 г., где он отбил 19 из 27 пенальти. На международном турнире «Дружба-84» стал бронзовым призером.
Восьмикратный призер чемпионатов Польши: чемпион Польши (1983), трехкратный вице-чемпион страны (1971, 1977, 1984) и 4-кратный бронзовый призер (1972, 1974, 1975, 1982). Двукратный обладатель Кубка Польши (1973, 1977).
По завершении карьеры работал тренером клуба «Аниланы» (Лодзь) (1985—1989, 1990—1995), а в 1990—1992 гг. был вторым тренером мужской сборной Польши.
Также занимался предпринимательской деятельностью в своем родном городе.

## Награды и звания
Был награжден Золотым крестом за заслуги и дважды награжден бронзовой медалью «За выдающиеся спортивные достижения» (1976, 1982), награжден Алмазным значком с венком «За заслуги в гандболе» (2013).